# 良岐河
良岐河，又名灵奇河、灵岐河，位于中国广西壮族自治区西北部，是西江红水河段右岸支流，发源于巴马瑶族自治县所略乡那楼村，东南流经田阳县玉凤镇、田东县那拔镇，至田东县朔良镇转东北流，经巴马县百林乡和大化瑶族自治县羌圩乡，最后在大化县岩滩镇古龙村北注入红水河。干流长173千米，流域面积1930平方千米。